# Temporada 1999-00 de l'NBA
La temporada 1999-00 de l'NBA fou la 54a en la història de l'NBA. Los Angeles Lakers fou el campió de l'NBA després de guanyar a Indiana Pacers per 4-2.

## Aspectes més destacats
- L'All-Star Game se celebrà en el The Arena in Oakland, Califòrnia. L'Oest guanyà 137-126 i Tim Duncan i Shaquille O'Neal compartiren el MVP del partit.
- Lakers i Clippers jugaren ambdós en el Staples Center. Els Lakers guanyaren 19 partits consecutius (del 4 de febrer al 13 de març), la tercera millor ratxa de la història de l'NBA.
- Denver Nuggets jugà en el Ball Arena.
- Indiana Pacers disputà el seu primer partit en el Conseco Fieldhouse i arribaren a les Finals de l'NBA per primera vegada en su història.
- Atlanta Hawks estrenà el seu nou pavelló, el Philips Arena.
- Miami Heat començà la temporada jugant els seus partits en el Miami Arena. El gener, es traslladaren al nou AmericanAirlines Arena.
- Toronto Raptors jugà el seu primera temporada regular completa en el Air Canada Centre.
- Durant el séptimo partit de les Finals de la Conferència Oest entre Portland Trail Blazers i Los Angeles Lakers, els primers portaven una diferència de 15 punts a falta de 10:28 per al final del partit. En el darrer quart, els Blazers fallaren 13 llançaments consecutius, i els Lakers varen remuntar i guanyar el partit per 89-84.
- Dos jugadors moriren en un accident de trànsit. El 12 de gener moria Bobby Phills de Charlotte Hornets, mentre que el 20 de maig va ser Malik Sealy de Minnesota Timberwolves, quan tornava a casa després d'assistir a la festa d'aniversari de Kevin Garnett, company d'equip.

## Classificacions

### Conferència Est
| Equip              | V  | D  | %V   | P  |
| ------------------ | -- | -- | ---- | -- |
| Miami Heat         | 52 | 30 | ,634 | -  |
| New York Knicks    | 50 | 32 | ,610 | 2  |
| Philadelphia 76ers | 49 | 33 | ,598 | 3  |
| Orlando Magic      | 41 | 41 | ,500 | 11 |
| Boston Celtics     | 35 | 47 | ,427 | 17 |
| New Jersey Nets    | 31 | 51 | ,378 | 21 |
| Washington Wizards | 29 | 53 | ,354 | 23 |

| Equip               | V  | D  | %V   | P  |
| ------------------- | -- | -- | ---- | -- |
| Indiana Pacers      | 56 | 26 | ,683 | -  |
| Charlotte Hornets   | 49 | 33 | ,598 | 7  |
| Toronto Raptors     | 45 | 37 | ,549 | 11 |
| Detroit Pistons     | 42 | 40 | ,512 | 14 |
| Milwaukee Bucks     | 42 | 40 | ,512 | 14 |
| Cleveland Cavaliers | 32 | 50 | ,390 | 24 |
| Atlanta Hawks       | 28 | 54 | ,341 | 28 |
| Chicago Bulls       | 17 | 65 | ,207 | 39 |

### Conferència Oest
| Equip                  | V  | D  | %V   | P  |
| ---------------------- | -- | -- | ---- | -- |
| Utah Jazz              | 55 | 27 | ,671 | -  |
| San Antonio Spurs      | 53 | 29 | ,646 | 2  |
| Minnesota Timberwolves | 50 | 32 | ,610 | 5  |
| Dallas Mavericks       | 40 | 42 | ,488 | 15 |
| Denver Nuggets         | 35 | 47 | ,427 | 20 |
| Houston Rockets        | 34 | 48 | ,415 | 21 |
| Vancouver Grizzlies    | 22 | 60 | ,268 | 33 |

| Equip                  | V  | D  | %V   | P  |
| ---------------------- | -- | -- | ---- | -- |
| Los Angeles Lakers C   | 67 | 15 | ,817 | -  |
| Portland Trail Blazers | 59 | 23 | ,720 | 8  |
| Phoenix Suns           | 53 | 29 | ,646 | 14 |
| Seattle Supersonics    | 45 | 37 | ,549 | 22 |
| Sacramento Kings       | 44 | 38 | ,537 | 23 |
| Golden State Warriors  | 19 | 63 | ,232 | 48 |
| Los Angeles Clippers   | 15 | 67 | ,183 | 52 |

* V: victòries
* D: Derrotes
* %V: Percentatge de victòries
* P: Diferència de partits respecte al primer lloc
* C: Campió

## Playoffs
Els equips en negreta van avançar fins a la següent ronda. Els números a l'esquerra de cada equip indiquen la posició de l'equip en la seva conferència, i els números a la dreta indiquen el nombre de partits que l'equip va guanyar en aquesta ronda. Els campions de divisió estan marcats per un asterisc. L'avantatge de pista local no pertany necessàriament a l'equip de posició més alta al seu grup, sinó a l'equip amb un millor rècord a la temporada regular; els equips que gaudeixen de l'avantatge de casa es mostren en cursiva.
|  | Primera Ronda | Primera Ronda | Primera Ronda |   |             | Semifinals de Conferència | Semifinals de Conferència | Semifinals de Conferència |  |   | Finals de Conferència | Finals de Conferència | Finals de Conferència |  |    | Final NBA   | Final NBA | Final NBA |
|  |               |               |               |   |             |                           |                           |                           |  |   |                       |                       |                       |  |    |             |           |           |
|  | 1             | L.A. Lakers   | 3             |   |             |                           |                           |                           |  |   |                       |                       |                       |  |    |             |           |           |
|  | 8             | Sacramento    | 2             |   |             |                           |                           |                           |  |   |                       |                       |                       |  |    |             |           |           |
|  | 8             | Sacramento    | 2             |   | 1           | L.A. Lakers               | 4                         |                           |  |   |                       |                       |                       |  |    |             |           |           |
|  |               |               |               |   | 1           | L.A. Lakers               | 4                         |                           |  |   |                       |                       |                       |  |    |             |           |           |
|  |               | 5             | Phoenix       | 1 |             |                           |                           |                           |  |   |                       |                       |                       |  |    |             |           |           |
|  | 4             | 5             | Phoenix       | 1 | San Antonio | 1                         |                           |                           |  |   |                       |                       |                       |  |    |             |           |           |
|  | 4             |               |               |   | San Antonio | 1                         |                           |                           |  |   |                       |                       |                       |  |    |             |           |           |
|  | 5             | Phoenix       | 3             |   |             |                           |                           |                           |  |   |                       |                       |                       |  |    |             |           |           |
|  | 5             | Phoenix       | 3             |   |             |                           |                           |                           |  | 1 | L.A. Lakers           | 4                     |                       |  |    |             |           |           |
|  |               |               |               |   |             |                           |                           |                           |  | 1 | L.A. Lakers           | 4                     |                       |  |    |             |           |           |
|  |               | 3             | Portland      | 3 |             |                           |                           |                           |  |   |                       |                       |                       |  |    |             |           |           |
|  | 3             | 3             | Portland      | 3 | Portland    | 3                         |                           |                           |  |   |                       |                       |                       |  |    |             |           |           |
|  | 3             |               |               |   | Portland    | 3                         |                           |                           |  |   |                       |                       |                       |  |    |             |           |           |
|  | 6             | Minnesota     | 1             |   |             |                           |                           |                           |  |   |                       |                       |                       |  |    |             |           |           |
|  | 6             | Minnesota     | 1             |   | 3           | Portland                  | 4                         |                           |  |   |                       |                       |                       |  |    |             |           |           |
|  |               |               |               |   | 3           | Portland                  | 4                         |                           |  |   |                       |                       |                       |  |    |             |           |           |
|  |               | 2             | Utah          | 1 |             |                           |                           |                           |  |   |                       |                       |                       |  |    |             |           |           |
|  | 2             | 2             | Utah          | 1 | Utah        | 3                         |                           |                           |  |   |                       |                       |                       |  |    |             |           |           |
|  | 2             |               |               |   | Utah        | 3                         |                           |                           |  |   |                       |                       |                       |  |    |             |           |           |
|  | 7             | Seattle       | 2             |   |             |                           |                           |                           |  |   |                       |                       |                       |  |    |             |           |           |
|  | 7             | Seattle       | 2             |   |             |                           |                           |                           |  |   |                       |                       |                       |  | O1 | L.A. Lakers | 4         |           |
|  |               |               |               |   |             |                           |                           |                           |  |   |                       |                       |                       |  | O1 | L.A. Lakers | 4         |           |
|  |               | E1            | Indiana       | 2 |             |                           |                           |                           |  |   |                       |                       |                       |  |    |             |           |           |
|  | 1             | E1            | Indiana       | 2 | Indiana     | 3                         |                           |                           |  |   |                       |                       |                       |  |    |             |           |           |
|  | 1             |               |               |   | Indiana     | 3                         |                           |                           |  |   |                       |                       |                       |  |    |             |           |           |
|  | 8             | Milwaukee     | 2             |   |             |                           |                           |                           |  |   |                       |                       |                       |  |    |             |           |           |
|  | 8             | Milwaukee     | 2             |   | 1           | Indiana                   | 4                         |                           |  |   |                       |                       |                       |  |    |             |           |           |
|  |               |               |               |   | 1           | Indiana                   | 4                         |                           |  |   |                       |                       |                       |  |    |             |           |           |
|  |               | 5             | Philadelphia  | 2 |             |                           |                           |                           |  |   |                       |                       |                       |  |    |             |           |           |
|  | 4             | 5             | Philadelphia  | 2 | Charlotte   | 1                         |                           |                           |  |   |                       |                       |                       |  |    |             |           |           |
|  | 4             |               |               |   | Charlotte   | 1                         |                           |                           |  |   |                       |                       |                       |  |    |             |           |           |
|  | 5             | Philadelphia  | 3             |   |             |                           |                           |                           |  |   |                       |                       |                       |  |    |             |           |           |
|  | 5             | Philadelphia  | 3             |   |             |                           |                           |                           |  | 1 | Indiana               | 4                     |                       |  |    |             |           |           |
|  |               |               |               |   |             |                           |                           |                           |  | 1 | Indiana               | 4                     |                       |  |    |             |           |           |
|  |               | 3             | New York      | 2 |             |                           |                           |                           |  |   |                       |                       |                       |  |    |             |           |           |
|  | 3             | 3             | New York      | 2 | New York    | 3                         |                           |                           |  |   |                       |                       |                       |  |    |             |           |           |
|  | 3             |               |               |   | New York    | 3                         |                           |                           |  |   |                       |                       |                       |  |    |             |           |           |
|  | 6             | Toronto       | 0             |   |             |                           |                           |                           |  |   |                       |                       |                       |  |    |             |           |           |
|  | 6             | Toronto       | 0             |   | 3           | New York                  | 4                         |                           |  |   |                       |                       |                       |  |    |             |           |           |
|  |               |               |               |   | 3           | New York                  | 4                         |                           |  |   |                       |                       |                       |  |    |             |           |           |
|  |               | 2             | Miami         | 3 |             |                           |                           |                           |  |   |                       |                       |                       |  |    |             |           |           |
|  | 2             | 2             | Miami         | 3 | Miami       | 3                         |                           |                           |  |   |                       |                       |                       |  |    |             |           |           |
|  | 2             |               |               |   | Miami       | 3                         |                           |                           |  |   |                       |                       |                       |  |    |             |           |           |
|  | 7             | Detroit       | 0             |   |             |                           |                           |                           |  |   |                       |                       |                       |  |    |             |           |           |

## Estadístiques
| Categoria                   | Jugador          | Equip              | Mitjana/% |
| --------------------------- | ---------------- | ------------------ | --------- |
| Punts per partit            | Shaquille O'Neal | Los Angeles Lakers | 29,7      |
| Rebots per partit           | Dikembe Mutombo  | Atlanta Hawks      | 14,1      |
| Assistències per partit     | Jason Kidd       | Phoenix Suns       | 10,1      |
| Robatoris per partit        | Eddie Jones      | Charlotte Hornets  | 2,7       |
| Taps per partit             | Alonzo Mourning  | Miami Heat         | 3,7       |
| Percentatge de tirs de camp | Shaquille O'Neal | Los Angeles Lakers | 57,4      |
| Percentatge de tirs lliures | Jeff Hornacek    | Utah Jazz          | 95,0      |
| Percentatge de triples      | Hubert Davis     | Dallas Mavericks   | 49,1      |

## Premis
- MVP de la temporada
  -  Shaquille O'Neal (Los Angeles Lakers)

- Rookie de l'any
  -  Elton Brand (Chicago Bulls)
  -  Steve Francis (Houston Rockets)

- Millor defensor
  -  Alonzo Mourning (Miami Heat)

- Millor sisè home
  -  Rodney Rogers (Phoenix Suns)

- Jugador amb millor progressió
  -  Jalen Rose (Indiana Pacers)

- Entrenador de l'any
  -  Doc Rivers (Orlando Magic)

- Primer quintet de la temporada
  - A - Tim Duncan, San Antonio Spurs
  - A - Kevin Garnett, Minnesota Timberwolves
  - P - Shaquille O'Neal, Los Angeles Lakers
  - B - Gary Payton, Seattle Supersonics
  - B - Jason Kidd, Phoenix Suns

- Segon quintet de la temporada
  - A - Karl Malone, Utah Jazz
  - A - Grant Hill, Detroit Pistons
  - P - Alonzo Mourning, Miami Heat
  - B - Allen Iverson, Philadelphia 76ers
  - B - Kobe Bryant, Los Angeles Lakers

- Tercer quintet de la temporada
  - A - Chris Webber, Sacramento Kings
  - A - Vince Carter, Toronto Raptors
  - P - David Robinson, San Antonio Spurs
  - B - Eddie Jones, Charlotte Hornets
  - B - Stephon Marbury, New Jersey Nets
- Primer Quintet Defensivo
  - Tim Duncan, San Antonio Spurs
  - Kevin Garnett, Minnesota Timberwolves
  - Alonzo Mourning, Miami Heat
  - Gary Payton, Seattle Supersonics
  - Kobe Bryant, Los Angeles Lakers

- Segon quintet defensiu
  - Scottie Pippen, Portland Trail Blazers
  - Clifford Robinson, Phoenix Suns
  - Shaquille O'Neal, Los Angeles Lakers
  - Eddie Jones, Charlotte Hornets
  - Jason Kidd, Phoenix Suns

- Millor quintet de rookies
  - Elton Brand, Chicago Bulls
  - Steve Francis, Houston Rockets
  - Lamar Odom, Los Angeles Clippers
  - Wally Szczerbiak, Minnesota Timberwolves
  - Andre Miller, Cleveland Cavaliers

- Segon millor quintet de rookies
  - Shawn Marion, Phoenix Suns
  - Ron Artest, Chicago Bulls
  - James Posey, Denver Nuggets
  - Jason Terry, Atlanta Hawks
  - Chucky Atkins, Orlando Magic